# Bogusława Jeżowska-Trzebiatowska

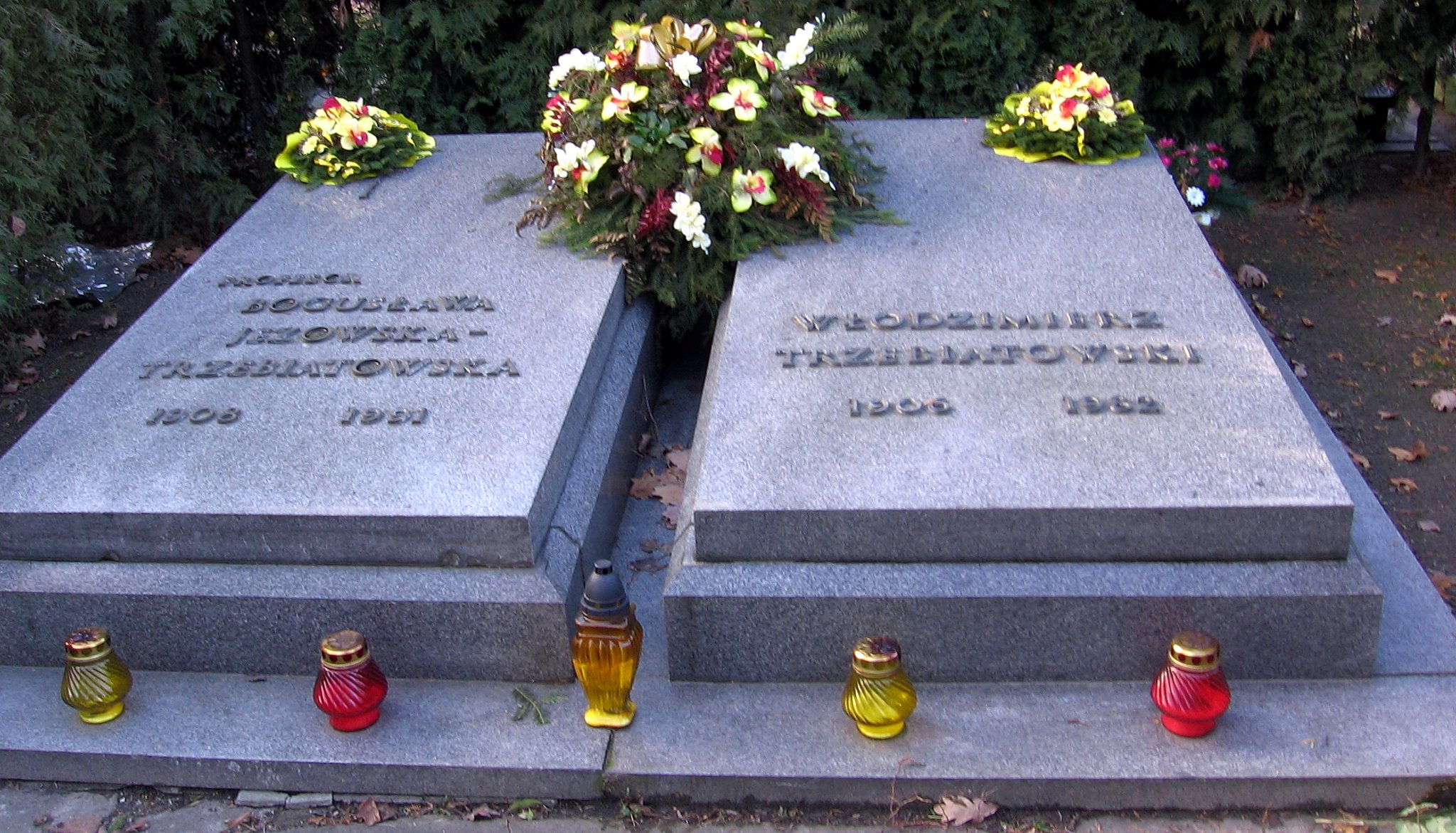
Doppelgrab von Włodzimierz Trzebiatowski und Bogusława Jeżowska-Trzebiatowska auf dem Friedhof Osobowicki im Breslauer Stadtteil Osobowice (Oswitz), 2007

Bogusława Jeżowska-Trzebiatowska (* 19. November 1908 in Iwano-Frankiwsk, Kaisertum Österreich; † 16. Dezember 1991 in Breslau, Polen) war eine polnische Chemikerin und Hochschullehrerin. Sie promovierte 1935 als erste Frau an der Nationalen Polytechnischen Universität Lwiw. Nach dem Übergang fast ganz Schlesiens 1945 an Polen war sie Mitbegründerin der Breslauer Schule für Koordinationschemie. Ihre Forschungsgebiete waren die Physikalische Chemie, Spektroskopie, Magnetochemie, Kern- und Strahlenchemie.

## Leben und Werk
Jeżowska-Trzebiatowska war eines von vier Kindern des Juristen Seweryn Jeżowski und der Stefania, geborene Janowski. Sie besuchte die Grundschule in Lemberg, dann das Regina-Jadwiga-Gymnasium mit naturwissenschaftlich-mathematischer Ausrichtung, wo sie 1926 ihr Abitur bestand. Nachdem sie Marie Curie bei einem Besuch im Rathaus in Lemberg kennengelernt hatte, entschied sie sich für ein Chemiestudium. Sie schrieb sich an der Politechnika Lwowska (Politechnikum Lemberg) ein, wo Wiktor Jakob die Abteilung für Anorganische Chemie leitete und ein Forschungsprogramm auf dem damals neuen Gebiet der Koordinationsverbindungen begonnen hatte. Sie war im ersten Studienjahr eine von zwölf Frauen unter hundert Studenten.

## Forschung mit dem Element Rhenium

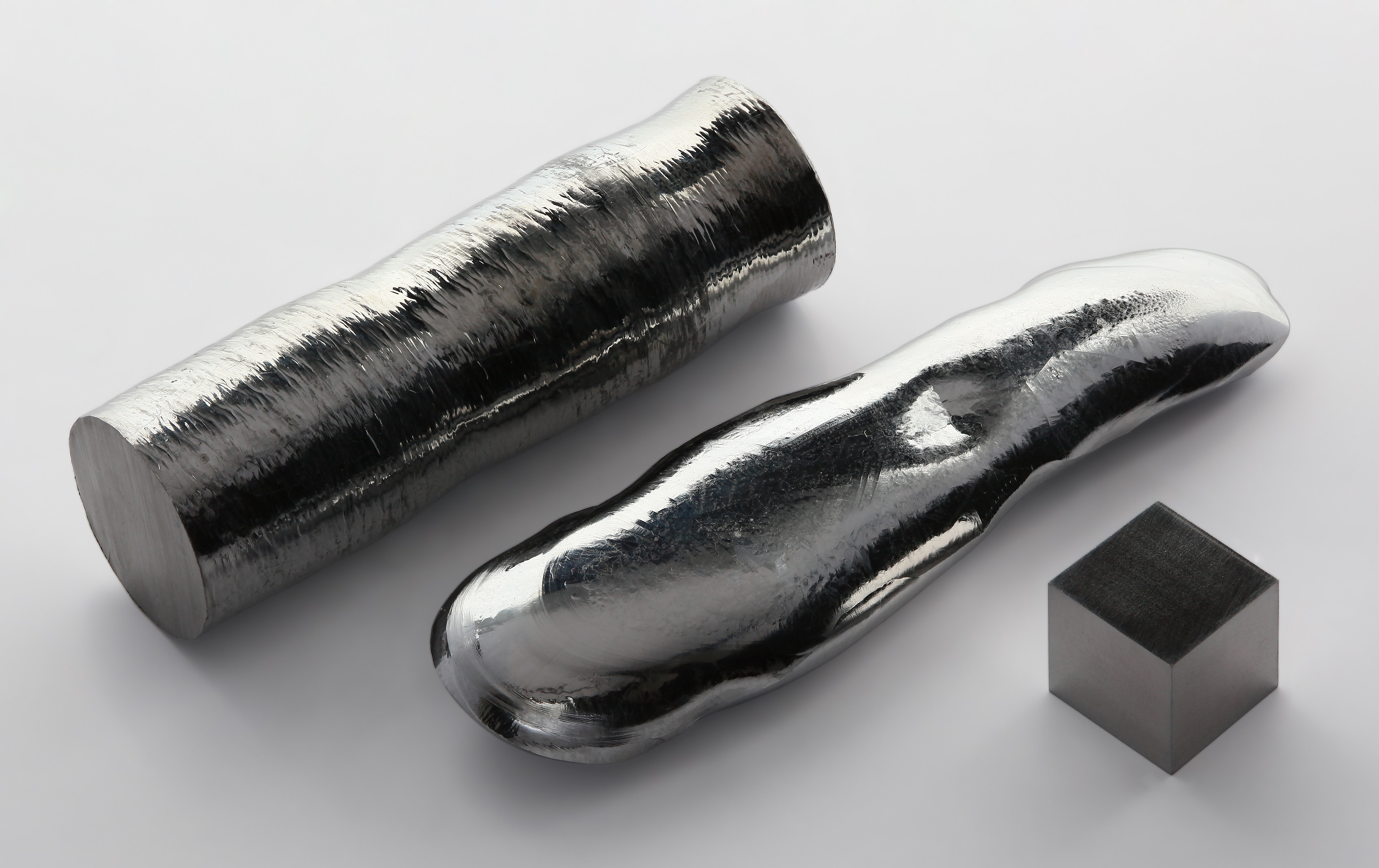
Ein hochreiner (99,999 % = 5N) Rhenium-Einkristall, hergestellt nach dem Zonenschmelzverfahren, ein elektronenstrahlgeschmolzener (99,995 % = 4N5) Rheniumbarren sowie für den Größenvergleich ein reiner (99,99 % = 4N) 1-cm-Rhenium-Würfel

In ihrem dritten Studienjahr bekam sie eine Stelle als Assistentin bei Jakob, der das Element Rhenium erforschte. 1931 brachte Jakob das erste Gramm Rhenium nach Lemberg, ein Metall, das sechs Jahre zuvor von den deutschen Forschern Walter Noddack und Ida Noddack entdeckt worden war. Die Physikalische Chemie von Rheniumkomplexverbindungen wurde zu dem Forschungsschwerpunkt von Jeżowska-Trzebiatowska.
In Veröffentlichungen aus den Jahren 1931/32 zeigte sie, dass die erste auftretende Oxidationszahl von Rhenium 5 sein muss, in einem Komplex mit Chloridionen. Die Entdeckung dieses ungewöhnlichen Oxidationszustands wurde von den Entdeckern des Elementes scharf kritisiert. Trotzdem führte sie ihre Studien fort, die ihre Hypothese zum fünfwertigen Rhenium bestätigten. Auf dem Chemiekongress in Rom 1939 bestätigte Noddack öffentlich, dass Jeżowska-Trzebiatowska mit ihren Ergebnissen Recht hatte.
Im Zusammenhang mit ihren Forschungen über Molybdänkomplexverbindungen veröffentlichte sie im Frühjahr 1931 einen Artikel zu diesem Thema in den Annals of Chemistry, der zur Grundlage ihrer Dissertation wurde, und nahm auch an ihrer ersten wissenschaftlichen Konferenz auf dem Kongress der Polnischen Chemiker teil. Sie promovierte 1935 als erste Frau an der Lwόw Polytechnic. Im selben Jahr heiratete sie den Festkörperchemiker Włodzimierz Trzebiatowski.

## Tätigkeiten während des Zweiten Weltkriegs
Im Herbst 1939 brach der Zweite Weltkrieg aus und im Rahmen des Molotow-Ribbentrop-Paktes wurde der westliche Teil Polens von den Nationalsozialisten besetzt und der östliche Teil von der Sowjetunion. Daraufhin erklärte Deutschland im späten Frühjahr 1941 der Sowjetunion den Krieg und Polen wurde vollständig von den Nationalsozialisten besetzt, die die Massentötungen, die Deportation von Akademikern und die Vernichtung von Menschen jüdischer Herkunft verschärften.
Um Abschiebung und NS-Zwangsarbeit in Deutschland zu vermeiden, nahm Jeżowska-Trzebiatowska eine Führungsposition in der Chemiefabrik Galikol an, die hochwertige Alkohole herstellte. Sie ersetzte den Geschäftsführer Emil Taszner, der als Jude entlassen worden und gezwungen war, sich zu verstecken. Jeżowska-Trzebiatowska schützte Taszner, der später der polnische Vater der Peptidchemie wurde, für die Dauer des Krieges, wofür sie später als Gerechter unter den Völkern ausgezeichnet wurde.
Jeżowska-Trzebiatowska gehörte ab 1942 der polnischen Widerstands- und Militärorganisation Armia Krajowa an und wählte das Pseudonym REN (polnisch für Rhenium). Dieser Name steht auch auf dem Verdienstkreuz, das ihr für ihre aktive Teilnahme am polnischen Widerstand verliehen wurde.

## Gründerin der Breslauer Schule für Koordinationschemie
Nach dem Zweiten Weltkrieg musste Jeżowska-Trzebiatowska mit ihrem Mann Lemberg und die Kresy verlassen und wie die meisten der Lemberger Wissenschaftler der Universität Lemberg nach Breslau ziehen. Mit der Übergabe der Stadt an die Volksrepublik Polen am 24. August 1945 wurden die bis dahin deutschen Breslauer Hochschulen – Universität Breslau und Technische Hochschule Breslau – in Hochschulen des polnischen Staates umgewandelt. Am 9. Juni 1946 wurde die polnische Universität Breslau offiziell eröffnet. Jeżowska-Trzebiatowska beteiligte sich zusammen mit ihrem Mann an der Organisation des Polytechnikums. 1951 trennten sich Universität und Polytechnikum, wobei die Universität bis 1954 kein Chemiestudium anbot. Zusammen mit einer Gruppe weiterer Forscher gründete Jeżowska-Trzebiatowska die Abteilung für Anorganische und Analytische Chemie an der Polytechnischen Universität. 1969 wurden die unabhängig voneinander arbeitenden Abteilungen zusammengelegt, wodurch das Institut für Chemie innerhalb der Fakultät für Mathematik, Physik und Chemie der Universität Breslau entstand.
Jeżowska-Trzebiatowska leitete an der Universität Breslau von 1948 bis 1951 den Lehrstuhl Allgemeine Chemie I und von 1953 bis 1968 den neuen Lehrstuhl Anorganische Chemie sowie an der Technischen Universität Breslau von 1951 bis 1963 den Lehrstuhl für Anorganische Chemie II und anschließend bis 1967 den Lehrstuhl für die Chemie der Seltenen Erden. Von 1969 bis 1990 war sie die erste Direktorin des Instituts für Chemie der Universität Breslau und von 1958 bis 1962 Dekanin der Fakultät für Mathematik, Physik und Chemie.
Jeżowska-Trzebiatowska habilitierte 1949 über ihre Forschungen über Rhenium. Im darauffolgenden Jahr hielt sie einen Vortrag zu diesem Thema an der Sorbonne in Paris und erwarb den Spitznamen Mutter des Rheniums. 1954 wurde sie außerplanmäßige Professorin.

## Forschung und Lehre
In den 1950er Jahren begann sie mit Experimenten zum Antiferromagnetismus und war die erste, die einen Bericht zu diesem Thema 1956 auf einer Konferenz in Leipzig und anschließend an mehreren ausländischen Universitäten vorstellte. Schlechte Arbeitsbedingungen, der Mangel an modernen Geräten und organisatorische Probleme führten dazu, dass Jeżowska-Trzebiatowska bis spät in die Nacht im Labor arbeitete. Während ihrer ersten Reise in die Vereinigten Staaten stellte Jeżowska-Trzebiatowska auf der Gordon-Konferenz 1961 in Detroit ihr neues Forschungsthema vor, das als Sauerstoffbindungs- und Sauerstoffbrückenproblem bekannt ist. Die Theorie der Sauerstoffbindung oder Sauerstoffbrücke, die auf der Grundlage einer Vielzahl experimenteller Studien und der Theorie der Molekülorbitale entwickelt wurde, hat zur Erklärung von Phänomenen wie den magnetischen Eigenschaften der Metallkomplexe beigetragen. Mittels der Brückentheorie war es ihr möglich, den Begriff des molekularen Antiferromagnetismus, ihr späteres Interesse an der Rheniumchemie, genau zu definieren.
Die 1960er Jahre markierten den Beginn der Erforschung des Magnetismus und der spektroskopischen Eigenschaften der Aktiniden und Lanthaniden. Ihre Studien umfassten auch Uranverbindungen in verschiedenen Oxidationsstufen. Diese halfen bei der Lösung von Problemen wie den Mechanismen von Strahlungsübergängen, strahlungslosen Lumineszenzlöschungsprozessen und Energieübertragung.
Ende der 1960er Jahre wurde die Universität Breslau vollständig renoviert, und das Institut für Chemie erhielt 1969 ein eigenes Gebäude, für dessen Bau Jeżowska-Trzebiatowska sich 15 Jahre eingesetzt hatte und dessen Direktorin sie blieb. 1979 verlieh ihr die Universität Breslau den Titel einer emeritierten Professorin.
Sie war Autorin von über 600 wissenschaftlichen Arbeiten, 20 Monographien und betreute 71 Doktoranden, von denen 30 Professoren und Forscher wurden. Der Chemiker Adam Józef Jezierski, der von 2016 bis 2020 Rektor der Universität Breslau war, promovierte bei ihr 1978. Ihre Hauptforschungsgebiete reichen von der Chemie von Koordinationsverbindungen über Magnetismus und Antiferromagnetismus bis hin zu den spektroskopischen Eigenschaften von Actinoiden und Lanthanoiden.
Jeżowska-Trzebiatowska organisierte viele internationale wissenschaftliche Konferenzen, so 1970 die 13. International Conference on Coordination Compound Chemistry (13. ICCC), die erste in Osteuropa, und 1973 den Ersten Internationalen Kongress zum Fortschritt im Chemieunterricht unter der Schirmherrschaft der UNESCO. Sie arbeitete in Warschau in verschiedenen Ministerkommissionen und an der Polnischen Akademie der Wissenschaften mit. 1964 wurde sie zum korrespondierenden Mitglied der Polnischen Akademie der Wissenschaften und 1967 zum ordentlichen Mitglied ernannt. Dort war sie ab 1978 Leiterin der Abteilung für Strukturchemie am Institut für Tiefe Temperaturen und Strukturforschung. 1972 und 1977 war sie Präsidentin des Internationalen und Europäischen Kongresses für Molekulare Spektroskopie. Von 1981 bis 1991 war sie Präsidentin der Breslauer Abteilung der Polnischen Akademie der Wissenschaften.
Sie lehrte an vielen europäischen Universitäten, u. a. in Paris, Rom, Florenz, Genf, London, Berlin, Moskau, Zürich, Prag und Toulouse, aber auch unter anderem in Berkeley, Los Angeles, Tokio, Toronto, Melbourne, Ann Arbor und Nanjing. Sie nahm 1983 an der ersten Konferenz der ältesten wissenschaftlichen Gemeinschaft der biologischen anorganischen Chemie (ICBIC) in Florenz teil. 1991 fand in Karpacz (deutsch Krummhübel) im Riesengebirge das letzte internationale Symposium statt, an dem sie teilnahm.
Jeżowska-Trzebiatowska starb 1991 im Alter von 83 Jahren an den Folgen eines häuslichen Unfalls und wurde auf dem Friedhof „Cmentarz Osobowicki“ im Breslauer Stadtteil Osobowice (Oswitz) beigesetzt.

## Ehrungen und Auszeichnungen
- 1971: Ehrendoktorwürde der Technischen Universität Bratislava
- 1977: Mitglied der Akademie der Wissenschaften der DDR
- 1978: Ehrendoktorwürde der Technischen Universität Breslau
- 1979: Ehrendoktorwürde der Lomonossow-Universität Moskau
- 1980: Ehrendoktorwürde der Universität Breslau[6]
- 1983: Maria-Skłodowska-Curie-Medaille, verliehen von der Polskie Towarzystwo Badań Radiacyjnych (Polnischen Gesellschaft für Strahlenforschung)
- Für die Rettung des Lebens von Emil Taszner wurde sie im Sommer 1991 mit der Medaille Gerechter unter den Völkern ausgezeichnet.
- Für ihre Teilnahme an der Untergrundarbeit wurde ihr das Silberne Verdienstkreuz mit Schwertern verliehen.
- 2017 wurde von der Polnischen Chemischen Gesellschaft die Bohuslawa- und Wlodzimez-Tshebiatowski-Medaille für besondere Leistungen auf dem Gebiet der Anorganischen Chemie erstmals vergeben.[7]
- 2018 wurde der Platz neben der Fakultät für Chemie der Universität Breslau nach Jeżowska-Trzebiatowska benannt.

## Veröffentlichungen (Auswahl)
- mit Stanislaw Kopacz, Teofil Mikulski: The Rare Elements: Occurrence and Technology (Topics in Inorganic and General Chemistry Monograph). Elsevier Science, 1990, ISBN 978-0-444-98877-5.
- Badania nad redukcją kwasu nadrenowego. Lwów, 1934.
- Chemia renu. Nakł. Wrocławskiego Tow. Naukowego, 1951.
- Związki kompleksowe renu cztero- i pięciowartościwego. Nakł. Wrocławskiego Tow. Naukowego, 1953.
- Mechanism and Kinetics of Certain Redox System of Solution. Catalisys and Chemical Kinetics, 1964.
- Theory and Structure of Coordination Compounds.WNT-Pergamon Press, 1964.
- Struktura elektronowa uranu. 1967.
- mit Walter Wojciechowski: Problemy teoretyczne chemii koordynacyjnej.
- PMR Studies on Oxygen-Iron Complexes.  J. Molecular Structure. 1978. Vol. 46.
- Struktura i solwatacja związków lantanowców: 1980
- mit Stanisław Kopacz, Teofil Mikulski: The Rare Elements. Ocurrence and Technology. Elsevier, 1990, ISBN 978-0-444-98877-5.